# Черны, Йосеф
Йосеф Черны (чеш. Josef Černý; род. 11 мая 1993, Прага,  Чехия) — чешский профессиональный шоссейный  велогонщик, выступающий за команду мирового тура Deceuninck-Quick Step. Чемпион Чехии в групповой гонке и в индивидуальной гонке (2018).

## Достижения
2012
1-й  Carpathian Couriers Race — Горная классификация
6-й Dookoła Mazowsza — Генеральная классификация
10-й Tour of Małopolska — Генеральная классификация
2013
1-й  Чемпион Чехии — Индивидуальная гонка U23
1-й  Dookoła Mazowsza  — Молодёжная классификация
2014
1-й Гран-при Чешской Республики
2015
1-й  Чемпион Чехии — Индивидуальная гонка U23
2016
5-й Чемпионат Чехии — Индивидуальная гонка
2017
1-й  Тур Чехии  — Генеральная классификация
1-й — Этапы 1 (КГ) и 3
2-й Чемпионат Чехии — Групповая гонка
2-й Kerékpárverseny
3-й Чемпионат Чехии — Индивидуальная гонка
7-й Тур Олимпийской Солидарности — Генеральная классификация
8-й Memoriał Romana Siemińskiego
10-й Тур Словакии — Генеральная классификация
2018
1-й  Чемпион Чехии — Групповая гонка
1-й  Чемпион Чехии — Индивидуальная гонка
5-й Тур Словакии — Генеральная классификация
7-й Тур Словении — Генеральная классификация